# Приморский металлургический завод
Приморский металлургический завод — крупное металлургическое предприятие, строительство которого началось в 2021 году. Завод располагается в бухте Суходол, на Территории опережающего развития (ТОР) «Большой Камень» в 5 км от города Большой Камень в Приморском крае.

## Характеристики
Размещение завода обусловлено близостью к судостроительному комплексу «Звезда», который обеспечит новому предприятию стабильный спрос порядка 350 тыс. тонн листового проката в год.
Инвестиции в создание металлургического завода в ТОР «Большой Камень» в Приморском крае составят более 158 млрд рублей.

## История и перспективы развития проекта
В конце ноября 2020 года глава «Роснефти» Игорь Сечин на встрече с российским президентом Владимиром Путиным заявил об имеющихся планах по строительству близ ССК «Звезда» крупного металлургического завода производственной мощностью 1,5 млн тонн стального листа и трубной продукции в год. Предварительная стоимость проекта была оценена в 2.2 долларов США млрд. 30 декабря 2020 года было учреждено новое юридическое лицо : ООО «Приморский металлургический завод».
Инвестиционное соглашение о строительстве металлургического завода на ТОР «Большой Камень» в Приморском крае было подписано 3 сентября 2021 года. Соглашение подписали генеральный директор компании «Приморский металлургический завод» Андрей Милейковский и генеральный директор «Корпорации развития Дальнего Востока и Арктики» Игорь Носов. На прошедшей в рамках шестого Восточного экономического форума церемонии присутствовали вице-премьер — полномочный представитель президента в ДФО Юрий Трутнев и министр по развитию Дальнего Востока и Арктики Алексей Чекунков. 21 декабря «Роснефть» сообщила о начале строительства Приморского металлургического завода (ПМЗ) в бухте Суходол вблизи города Большой Камень
Производственная мощность завода составит 1.5 млн тонн металлопродукции в год. Проект предполагается реализовать в две очереди: первая — запуск сталепрокатного производства (Прокатный стан 5000), вторая — трубопрокатного производства в объеме до 220 тыс. тонн (Трубный стан). В числе планируемой номенклатуры продукции завода — листы металла до 200 мм, предназначенные для производства баков металловодной защиты ядерного реактора ледоколов класса «Лидер» на ССК «Звезда».
Предполагаемая численность работников завода — порядка 1.5 тыс. чел..
По данным 2021 года, ввод предприятия в эксплуатацию был намечен на 2025 год. В конце 2023 года губернатор Приморского края Олег Кожемяко заявил, что завод заработает «до 2030 года».